# Sanktuarium Matki Bożej Hallerowskiej w Mińsku Mazowieckim
Sanktuarium Matki Bożej Hallerowskiej w Mińsku Mazowieckim – rzymskokatolicki kościół parafialny pod wezwaniem Narodzenia Najświętszej Maryi Panny w Minsku Mazowieckim. Należy do dekanatu mińskiego-Narodzenia NMP diecezji warszawsko-praskiej. Mieści się przy ulicy Kościelnej.

## Historia
Świątynia została zbudowana w XVI wieku przez potomków Janusza z Gościańczyc (noszących już przydomek Mińscy), z cegły palonej w stylu gotyckim. W końcu XVI w. w jednym z pożarów miasta, fara mińska spłonęła. Została odbudowana w czasie pierwszych dziesięciu lat XVII w., a ostatnie prace restauracyjne zakończono w 1629 roku. Konsekrowana w 1629 roku przez księdza Stanisława Starczewskiego. Ówczesna budowla była jednonawowa i posiadała krótkie prostokątne prezbiterium o tej samej szerokości co nawa oraz ustawioną za prezbiterium zakrystię. W 1807 roku przebudowano fasadę w stylu klasycystycznym. Ostatnia przebudowa w stylu neobarokowym, według projektu Józefa Piusa Dziekońskiego miała miejsce w latach 1908–1911, kiedy to zostały dobudowane nawy boczne, wieże, nowa zakrystia i kaplica oraz został ostatecznie uformowany transept. Przebudowany kościół konsekrował w 1914 ksiądz arcybiskup Aleksander Kakowski.

## Wyposażenie
W ołtarzu głównym znajduje się drewniany barokowy krucyfiks, wyrzeźbiony przez Jana Zamojskiego w 1629 roku, odrestaurowany w 1847 roku, następnie podczas restauracji głównego ołtarza w 1895 roku oraz gruntownie w 2000 roku. W nawie bocznej obraz Matki Bożej Wniebowziętej z początku XX w., namalowany przez Jana Czesława Moniuszkę, syna Stanisława Moniuszki. Obraz został ukoronowany na 580-lecie miasta w 2000 roku. Poza tym: misa chrzcielna z marmuru XVIII w., mosiężne żyrandole z XVIII w. oraz tablice epitafijne z XX w.

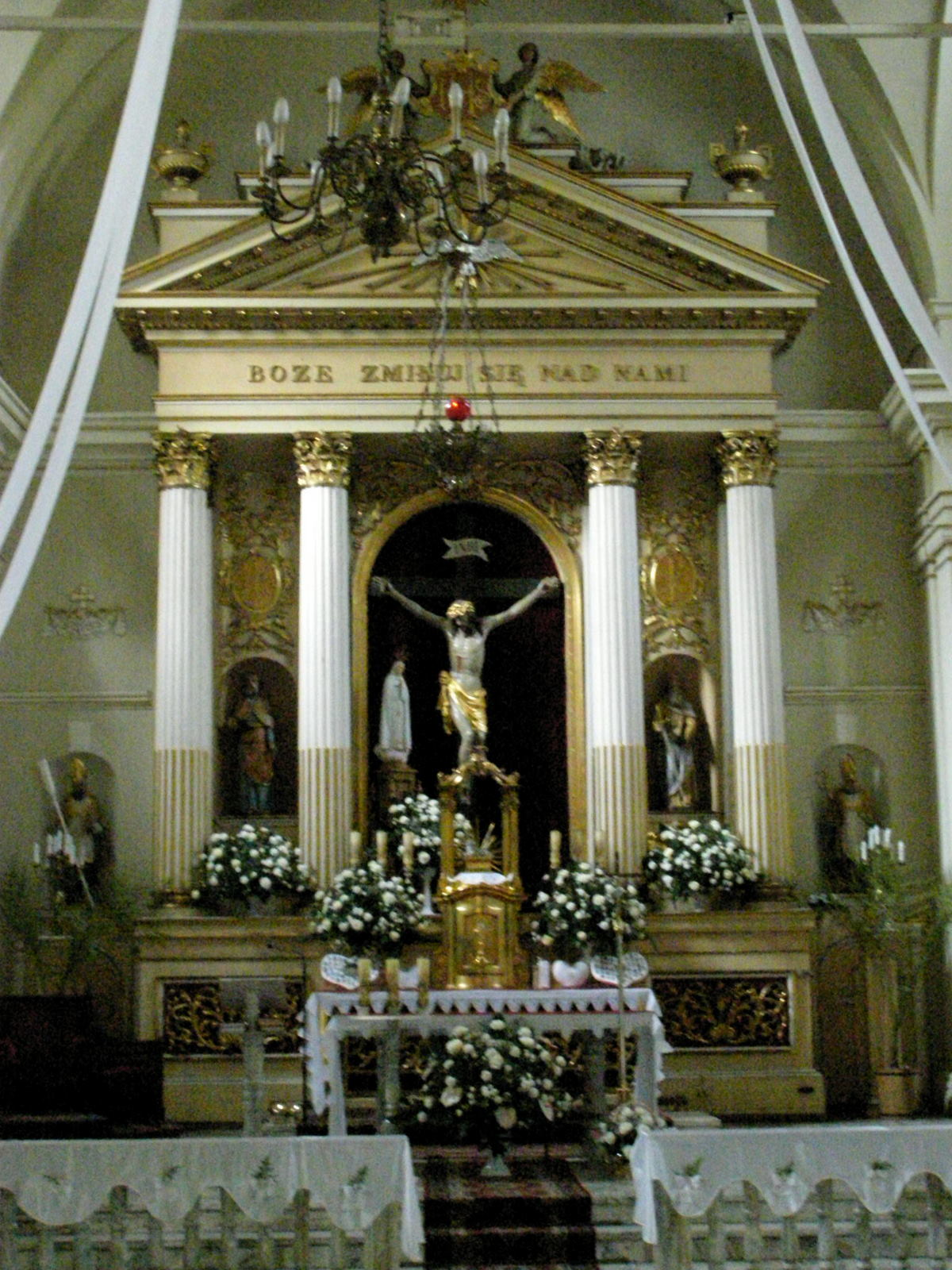
Ołtarz